# Biserica din Saint-Savin sur Gartempe
Biserica abației din Saint-Savin-sur-Gartempe este o construcție aparținând stilului romanic, datând din mijlocul secolului al XI-lea, înscrisă pe lista patrimoniului cultural UNESCO din anul 1983. Se află în localitatea Saint-Savin-sur-Gartempe, din departamentul Vienne, Poitou, Franța. Monumentul păstrează un valoros ansamblu de pictură romanică din secolele al XI-lea și al XII-lea, remarcabil de bine conservat. 
Forma construcției este de cruce romană. Primul element construit a fost transeptul, apoi corul cu ambulatoriu, având 5 capele dispuse radial. În următoarea etapă s-au construit cele trei travee ale navei, turnul clopotniță, pridvorul și, în final, alte 6 travee ale navei. Turnul clopotniță se termină într-o fleșă de piatră ce depășește 80 de m, adăugată în secolul 14 și restaurată în secolul al XIX-lea. Bolta navei se sprijină pe coloane având capiteluri decorate cu sculpturi romanice de mare valoare.
Sub biserică se află cripta Sfântului Savin și a Sfântului Ciprian, decorate cu fresce din viața acestora.

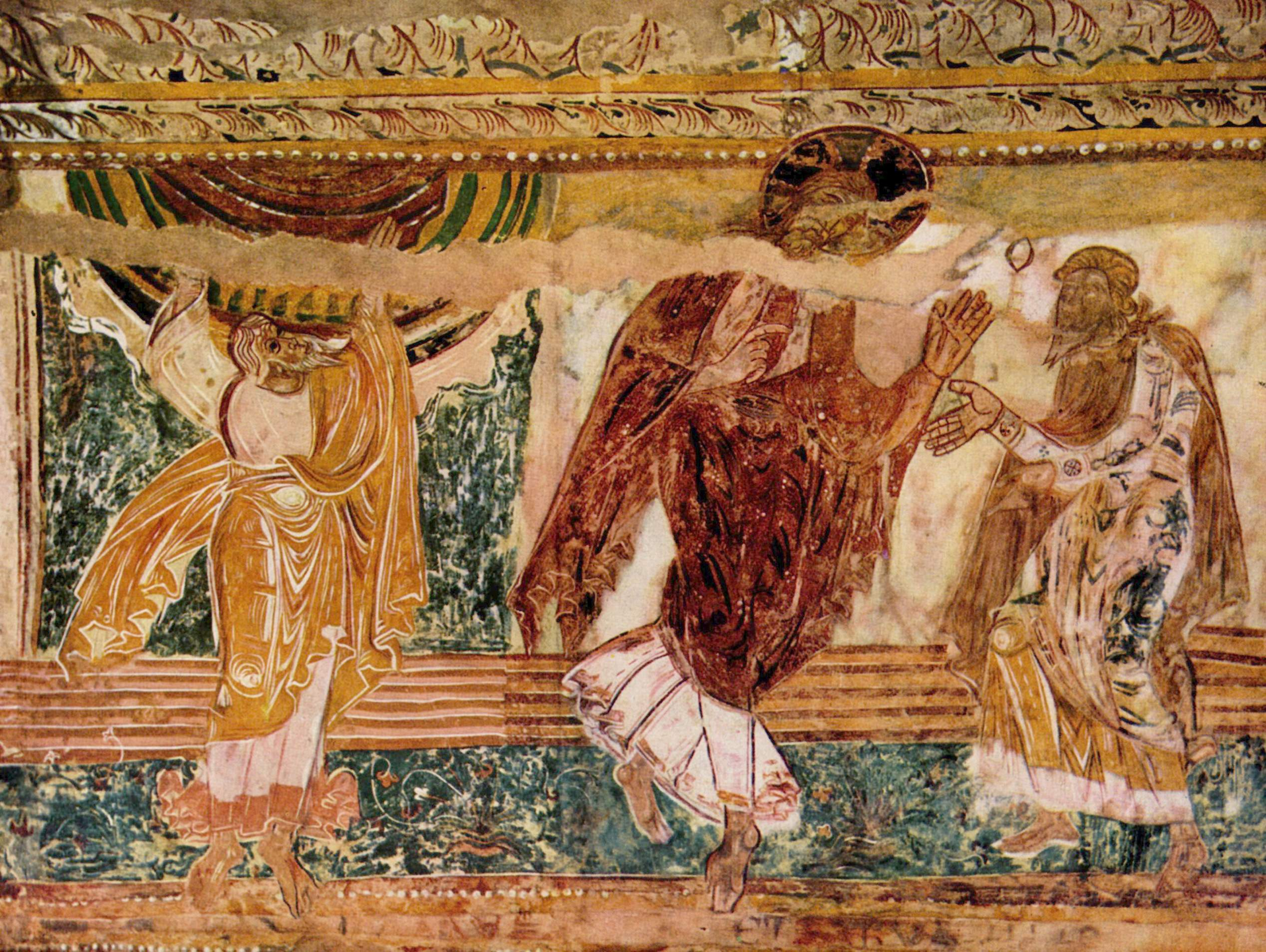
Frescă romanică din biserică secolul al XII-lea („Dumnezeu vorbind lui Noe”)